# Szikszói járás
A Szikszói járás Borsod-Abaúj-Zemplén vármegyéhez tartozó járás Magyarországon, amely 2013-ban jött létre. Székhelye Szikszó. Területe 309,24 km², népessége 17 501 fő, népsűrűsége 57 fő/km² volt a 2012. évi adatok szerint. Egy város (Szikszó) és 23 község tartozik hozzá.
A Szikszói járás a járások 1983-as megszüntetése előtt is létezett. Az 1950-es megyerendezésig egyike volt Abaúj, majd Abaúj-Torna vármegye járásainak, azután pedig Borsod-Abaúj-Zemplén megyéhez tartozott, és 1962-ben szűnt meg. Területe többször változott, de székhelye mindvégig Szikszó volt.

## Települései
| Település        | Rang (2013. július 15.) | Kistérség (2013. január 1.) | Népesség (2012. január 1.) | Terület (km²) |
| ---------------- | ----------------------- | --------------------------- | -------------------------- | ------------- |
| Szikszó          | járásszékhely város     | Szikszói                    | 5 348                      | 36,23         |
| Abaújlak         | község                  | Szikszói                    | 131                        | 7,06          |
| Abaújszolnok     | község                  | Szikszói                    | 191                        | 8,66          |
| Alsóvadász       | község                  | Szikszói                    | 1 562                      | 22,9          |
| Aszaló           | község                  | Szikszói                    | 1 879                      | 25,35         |
| Felsővadász      | község                  | Szikszói                    | 543                        | 18,64         |
| Gadna            | község                  | Szikszói                    | 262                        | 8,09          |
| Gagybátor        | község                  | Szikszói                    | 226                        | 18,77         |
| Gagyvendégi      | község                  | Szikszói                    | 200                        | 12,32         |
| Halmaj           | község                  | Szikszói                    | 1 853                      | 12,6          |
| Hernádkércs      | község                  | Szikszói                    | 275                        | 7,41          |
| Homrogd          | község                  | Szikszói                    | 956                        | 13,43         |
| Kázsmárk         | község                  | Szikszói                    | 959                        | 12,48         |
| Kiskinizs        | község                  | Szikszói                    | 359                        | 7,16          |
| Kupa             | község                  | Szikszói                    | 159                        | 7,84          |
| Léh              | község                  | Szikszói                    | 473                        | 8,45          |
| Monaj            | község                  | Szikszói                    | 223                        | 11,53         |
| Nagykinizs       | község                  | Szikszói                    | 333                        | 6,58          |
| Nyésta           | község                  | Szikszói                    | 52                         | 6,89          |
| Pamlény          | község                  | Encsi                       | 44                         | 12,4          |
| Rásonysápberencs | község                  | Szikszói                    | 595                        | 9,12          |
| Selyeb           | község                  | Szikszói                    | 489                        | 16,64         |
| Szászfa          | község                  | Encsi                       | 119                        | 12,13         |
| Szentistvánbaksa | község                  | Szikszói                    | 270                        | 6,56          |

## Története

### Községei 1913-ban
Közigazgatási beosztás az 1913. évi helységnévtár szerint, a népességszám ugyaninnen az 1910. évi népszámlálás adatai szerint.
| Község neve       | Rangja     | Körjegyzőség | Lélekszám |
| ----------------- | ---------- | ------------ | --------- |
| Alsóvadász        | nagyközség |              | 1 715     |
| Aszaló            | nagyközség |              | 1 644     |
| Onga              | nagyközség |              | 1 795     |
| Szikszó           | nagyközség |              | 4 678     |
| Bakta             | kisközség  | Baktai       | 683       |
| Beret             | kisközség  | Baktai       | 377       |
| Detek             | kisközség  | Baktai       | 645       |
| Szárazkék         | kisközség  | Baktai       | 326       |
| Csobád            | kisközség  | Csobádi      | 692       |
| Hernádszentandrás | kisközség  | Csobádi      | 519       |
| Ináncs            | kisközség  | Csobádi      | 907       |
| Kiskinizs         | kisközség  | Csobádi      | 496       |
| Alsófügöd         | kisközség  | Encsi        | 276       |
| Encs              | kisközség  | Encsi        | 1 110     |
| Felsőfügöd        | kisközség  | Encsi        | 263       |
| Alsóméra          | kisközség  | Felsőmérai   | 421       |
| Alsószend         | kisközség  | Felsőmérai   | 234       |
| Felsőméra         | kisközség  | Felsőmérai   | 862       |
| Felsőszend        | kisközség  | Felsőmérai   | 186       |
| Szala             | kisközség  | Felsőmérai   | 384       |
| Abaújlak          | kisközség  | Felsővadászi | 334       |
| Felsővadász       | kisközség  | Felsővadászi | 844       |
| Gadna             | kisközség  | Felsővadászi | 329       |
| Kupa              | kisközség  | Felsővadászi | 485       |
| Abaújdevecser     | kisközség  | Forrói       | 545       |
| Fancsal           | kisközség  | Forrói       | 495       |
| Forró             | kisközség  | Forrói       | 1 281     |
| Alsónovaj         | kisközség  | Garadnai     | 467       |
| Felsőnovaj        | kisközség  | Garadnai     | 303       |
| Garadna           | kisközség  | Garadnai     | 709       |
| Idrány            | kisközség  | Garadnai     | 490       |
| Hernádpetri       | kisközség  | Hernádvécsei | 406       |
| Hernádvécse       | kisközség  | Hernádvécsei | 1 117     |
| Homrogd           | kisközség  | Homrogdi     | 807       |
| Monaj             | kisközség  | Homrogdi     | 454       |
| Tomor             | kisközség  | Homrogdi     | 533       |
| Abaújsáp          | kisközség  | Léhi         | 188       |
| Alsókázsmárk      | kisközség  | Léhi         | 269       |
| Felsőkázsmárk     | kisközség  | Léhi         | 394       |
| Halmaj            | kisközség  | Léhi         | 634       |
| Léh               | kisközség  | Léhi         | 287       |
| Rásony            | kisközség  | Léhi         | 305       |
| Szárazberencs     | kisközség  | Léhi         | 139       |
| Abaújszolnok      | kisközség  | Selyebi      | 398       |
| Nyésta            | kisközség  | Selyebi      | 218       |
| Selyeb            | kisközség  | Selyebi      | 847       |